# Mocsári lednek
A mocsári lednek (Lathyrus palustris) a hüvelyesek (Fabales) rendjébe, ezen belül a pillangósvirágúak (Fabaceae) családjába tartozó faj.

## Előfordulása
A mocsári lednek Észak- és Közép-Európában szórványosan fordul elő és ritka. A lecsapolások következtében számos területről eltűnt. Ez a növényfaj még megtalálható Ázsia mérsékelt övében, Törökországtól Japánig, és a trópusi Laoszban is. Észak-Amerikában, Alaszkától egészen nyugaton Kaliforniáig és keleten Marylandig található meg.

## Alfaja, változata
- Lathyrus palustris subsp. palustris
- Lathyrus palustris var. exalatus (H.P.Tsui) X.Y.Zhu

## Megjelenése
A mocsári lednek kúszó gyöktörzsű, évelő növény. Szára keskenyen szárnyas, heverő vagy felemelkedő, 30-100 centiméter. A levélnyelek nem szárnyasak. A levelek párosan szárnyaltak, levélkéik hosszúkás szálasak, 2-3 párosak. A levélnyél csúcsán elágazó kacsban végződik, tövénél keskeny lándzsás pálhalevelek találhatók. A tipikus pillangós virágok kékes-bíbor vagy lila színűek, 3-6 virágú levélhónalji fürtökben állnak.

## Hasonló fajok
A többi kékes-bíbor virágú lednekfaj nem nedves területeken él. A réti lednek (Lathyrus pratensis) virágai sárgák, szára szögletes, de nem szárnyas, levélkéi egypárosak. Réteken, ligetekben, magas kórós társulásokban él. Magyarországon gyakori.

## Életmódja
A mocsári lednek időszakosan elárasztott folyóparti rétek, árokpartok, nádasok, magas sásosok lakója. Nyirkos, gyakran tőzeges, iszapos talajokon nő.
A virágzási ideje júniustól egészen augusztus végéig tart.

## Képek

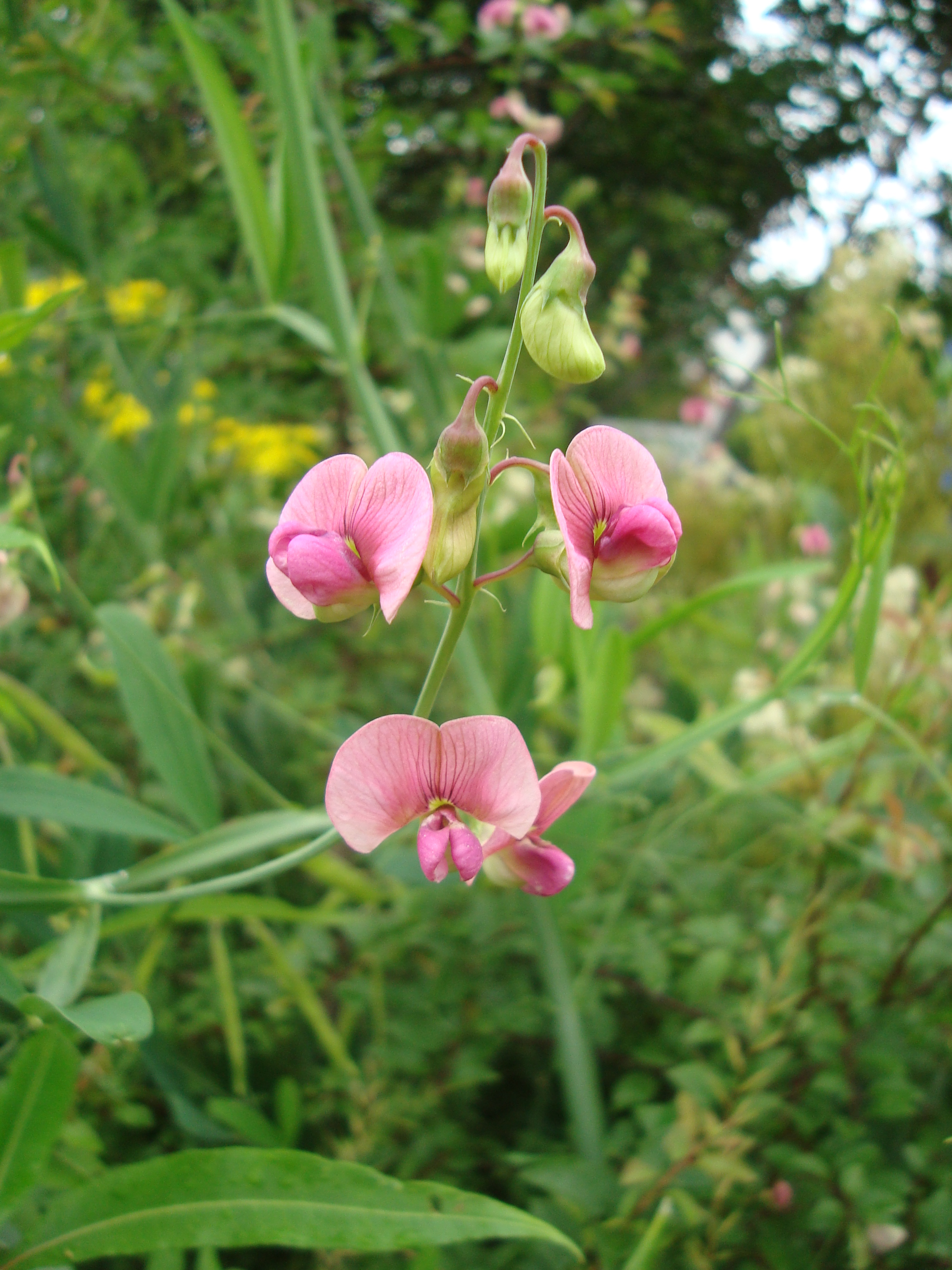
Virágai
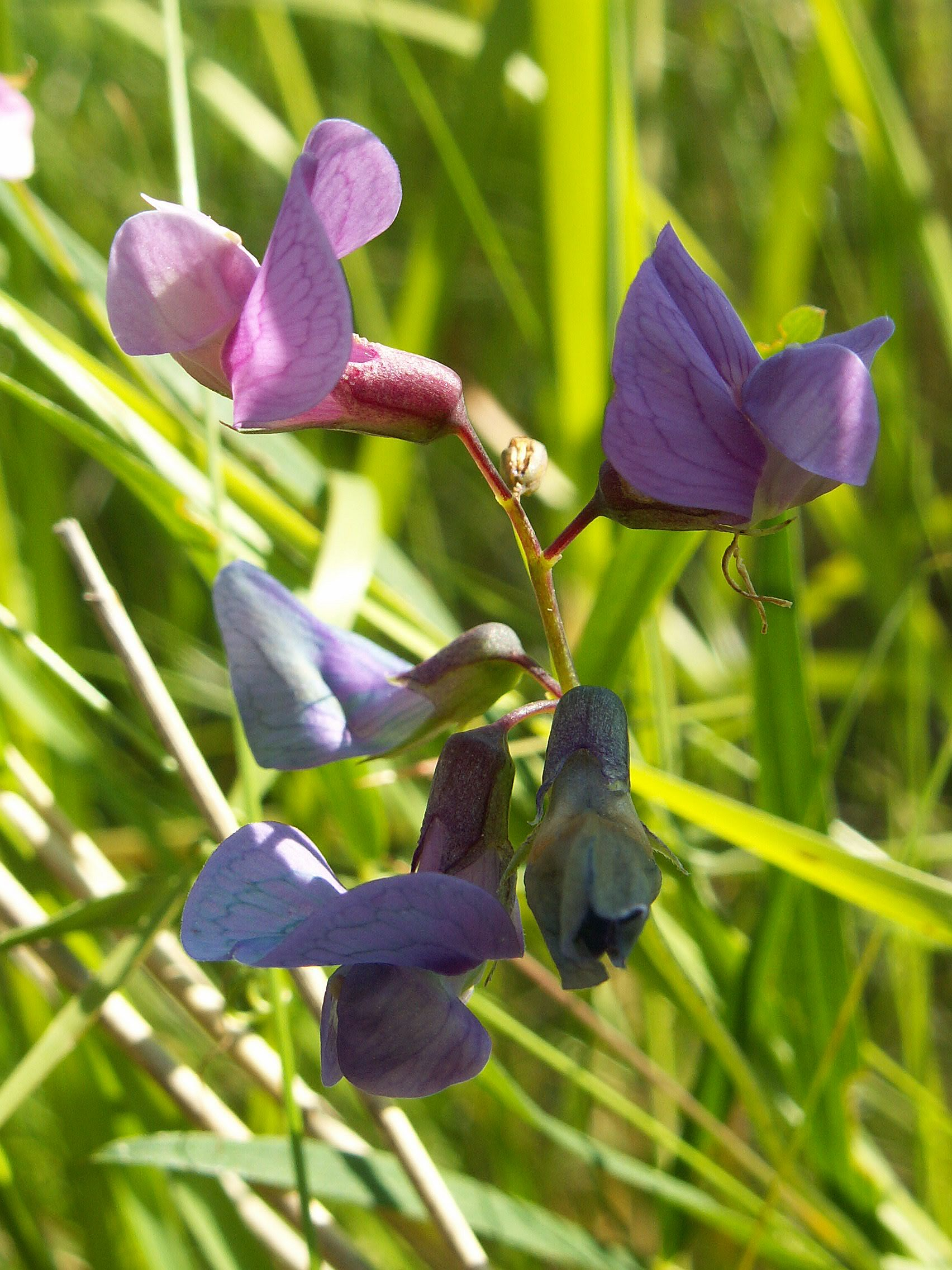
különböző
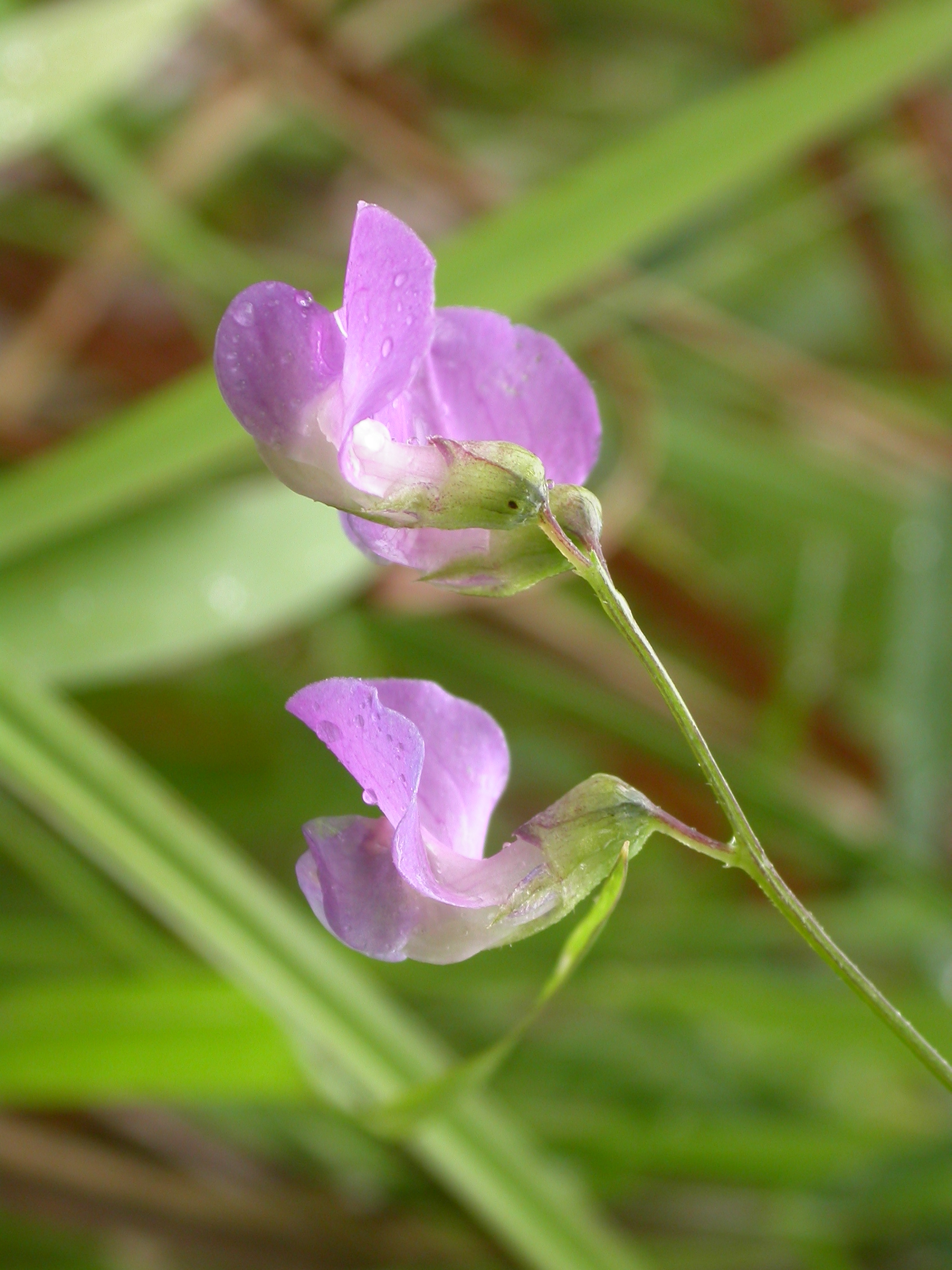
színekben
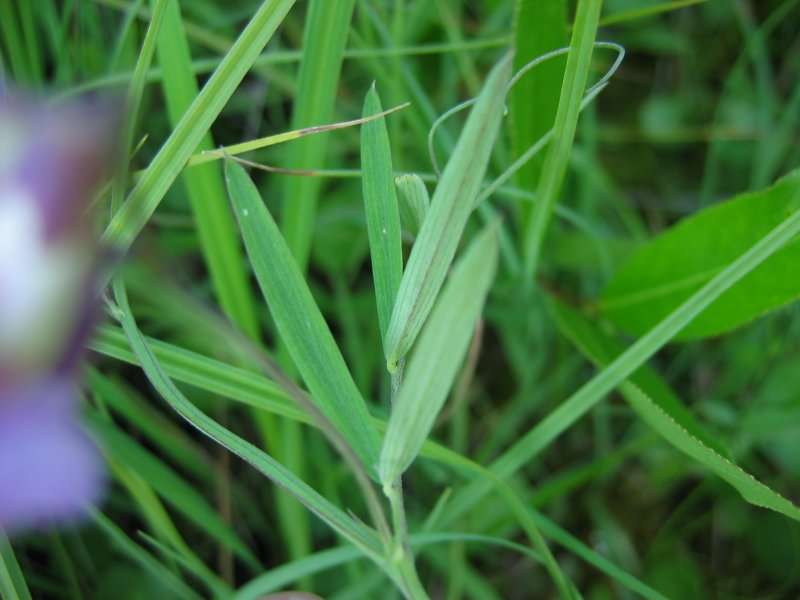
Levelei
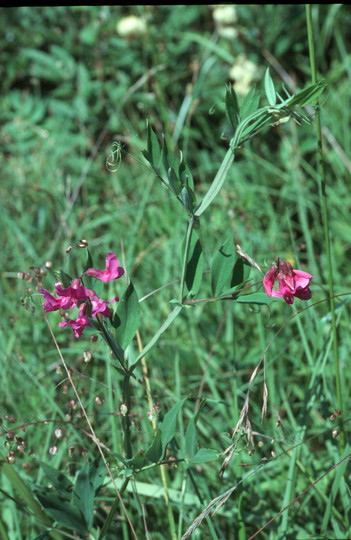
Természetes élőhelyén
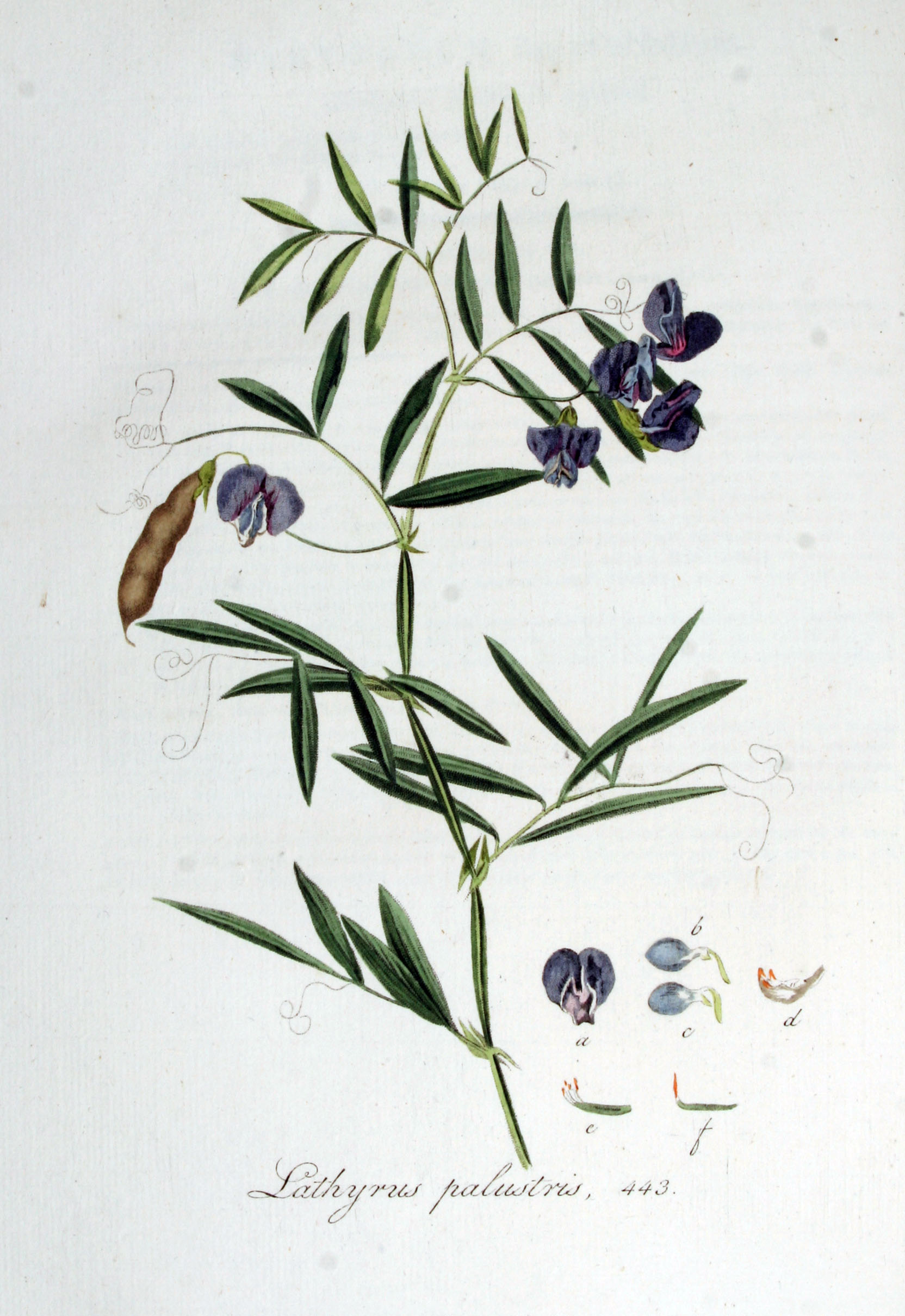
Rajzok a növényről
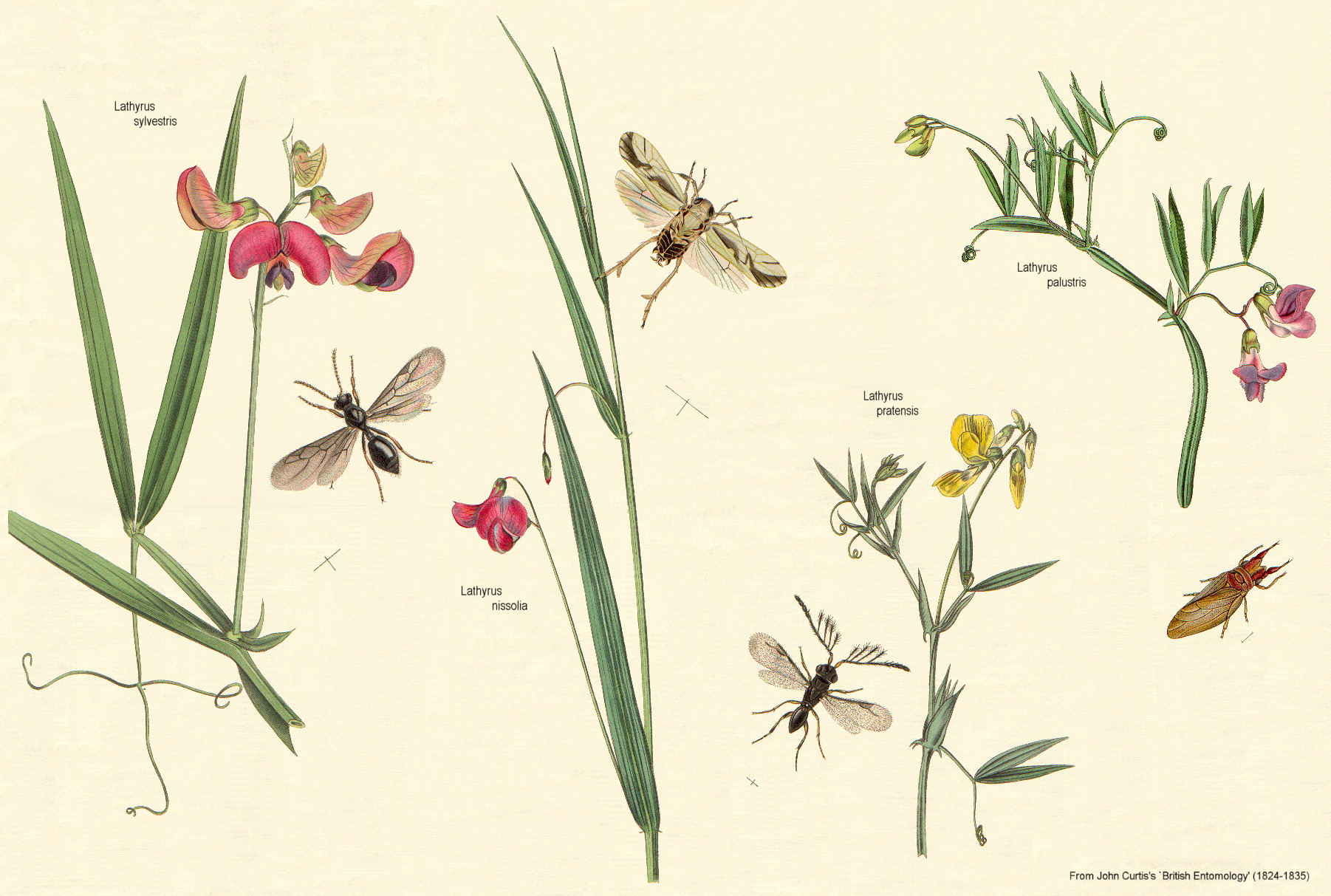
A négy növény közül az utolsó